# Irina Merkushina
Iryna Volodymyrivna Merkushina (en ukrainien : Ірина Володимирівна Меркушина), née Korchagina le 8 mars 1968 à Kouïbychev, est une biathlète ukrainienne. N'ayant jamais obtenu de podium international individuel, elle est médaillée d'argent en relais lors des Championnats du monde 2003.

## Biographie
Née à Samara en RSFS de Russie, elle est diplômée à l'Académie d'éducation physique de Sibérie à Omsk, obtenant des bons résultats déjà. Pour continuer sa carrière sportive, elle choisit de s'entraîner en Ukraine (à Soumy) et prend part à l'Universiade d'hiver de 1989 pour l'URSS. Dans les années 1990, elle rencontre Oleg Merksuhin qui devient son entraîneur et son mari, la supportant durant sa carrière.
Elle fait ses premiers pas avec l'équipe nationale d'Ukraine, à peine devenu indépendante, en 1993, participant aux Championnats du monde et à la Coupe du monde, où elle réalise deux top dix cet hiver dont une septième place à l'individuel d'Östersund, place qu'elle égale seulement une fois en janvier 2000. Son premier podium dans une épreuve collective intervient en 1997, à la course par équipes de Ruhpolding.
Entre-temps, elle prend part aux Jeux olympiques d'hiver de 1998, où son seul résultat est 49e du sprint. Pour ses derniers championnats du monde en 2003, elle prend la médaille d'argent sur le relais en compagnie de Oksana Khvostenko, Oksana Yakovleva et Ielena Petrova. Elle prend sa retraite sportive en 2004.
Elle entraîne sa fille Anastasiya, aussi biathlète.

## Palmarès

### Jeux olympiques
| Épreuve / Édition | Nagano 1998 |
| Sprint            | 49e         |
| Individuel        |             |
| Relais            |             |

### Championnats du monde
| Épreuve / Édition             | Individuel | Sprint | Poursuite                        | Départ en masse                  | Relais                   | Relais mixte                     | Course par équipes               |
| Mondiaux 1993 Borovetz        | 50e        | —      | Épreuve inexistante à cette date | Épreuve inexistante à cette date | 6e                       | Épreuve inexistante à cette date | —                                |
| Mondiaux 1997 Osrblie         | -          | 31e    | 38e                              | Épreuve inexistante à cette date | -                        | Épreuve inexistante à cette date | -                                |
| Mondiaux 2000 Oslo Lahti      | 60e        | —      | —                                | -                                | -                        | Épreuve inexistante à cette date | Épreuve inexistante à cette date |
| Mondiaux 2003 Khanty-Mansiysk | —          | 35e    | 36e                              | -                                | Médaille d'argent, monde | Épreuve inexistante à cette date | Épreuve inexistante à cette date |

Légende :

 : deuxième place, médaille d'argent

 : épreuve inexistante à cette date

— : pas de participation à cette épreuve

### Coupe du monde
- Meilleur classement général : 50e en 2000.
- Meilleur résultat individuel : 7e.
- 3 podiums en relais.
- 1 podium en course par équipes.

### Championnats d'Europe
- Médaille de bronze du relais en 2001 et 2002.

### Championnats du monde de biathlon d'été
- Médaille de bronze du relais en 1999.